# Ploštín
Ploštín (maďarsky Plostin) je vesnice, část města Liptovský Mikuláš v okrese Liptovský Mikuláš v Žilinském kraji na Slovensku. Ploštín se nachází v Liptovské kotlině (část Podtatranské kotliny) cca 3 km jižně od centra Liptovského Mikuláša a východním směrem od obce Demänová a západním směrem od obce Iľanovo. Část katastru obce se nachází v pohoří Nízké Tatry a nejvyšším bodem katastru obce je Demänovská hora (1304 m n. m.). Ves leží v nadmořské výšce přibližně 635 m. Vsí protéká potok Ploštínka. U vsi (v masivu Rohačka (827 m n. m.)) se nachází zaniklý vápencový Starý lom. V roce 2009 tu žilo 481 obyvatel.

## Historie
V masivu hory Rohačka se nachází zaniklé hradiště Rohačka z mladší doby bronzové. První dochovaná písemná zmínka o Ploštínu pochází z roku 1263. Ve vsi se také nachází evangelická modlitebna se zvonicí z počátku 20. století. Od roku 1976 je Ploštín městskou částí Liptovského Mikuláše.

## Galerie

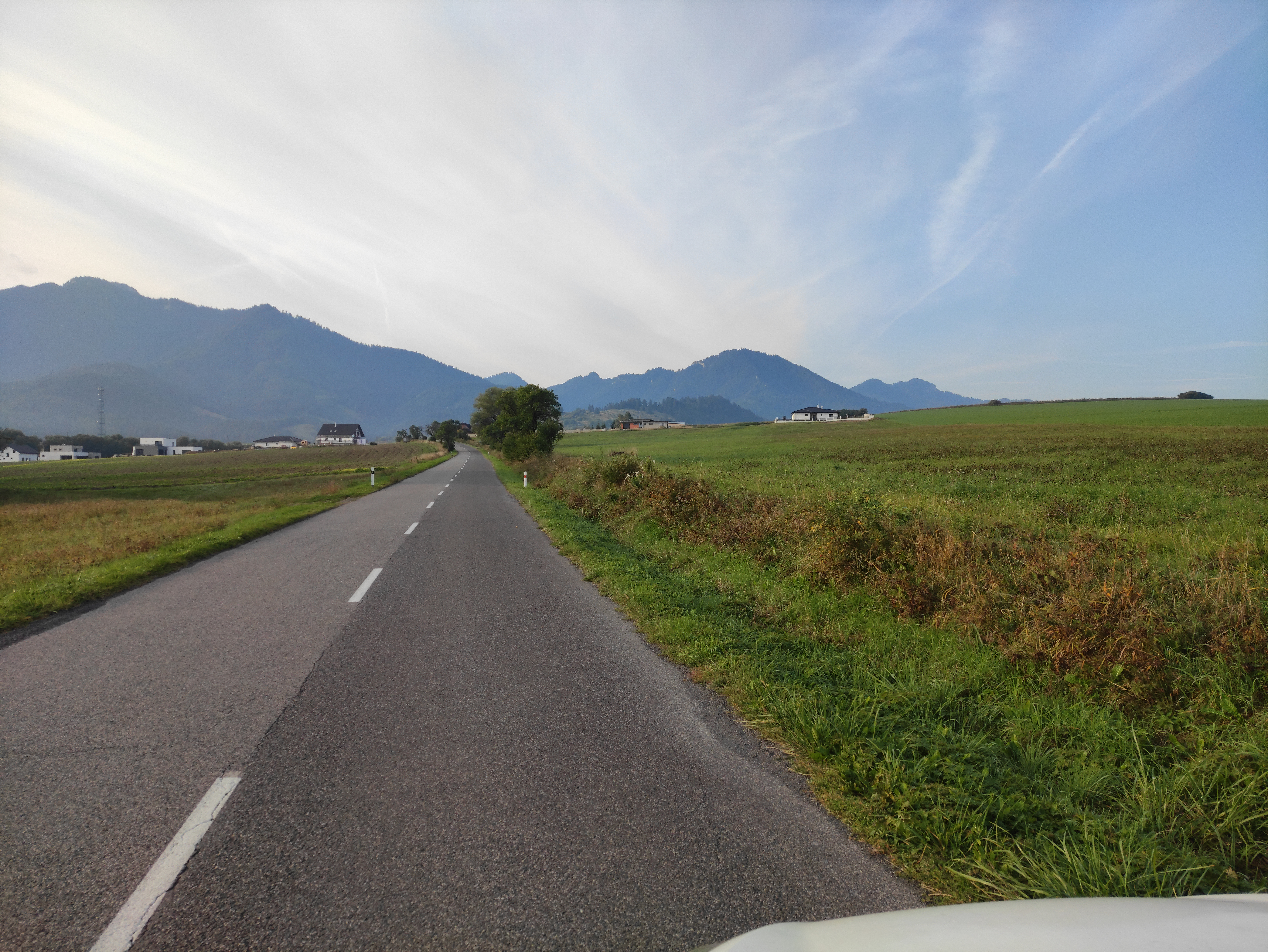
Pohled na Ploštín ze směru od Liptovského Mikuláše
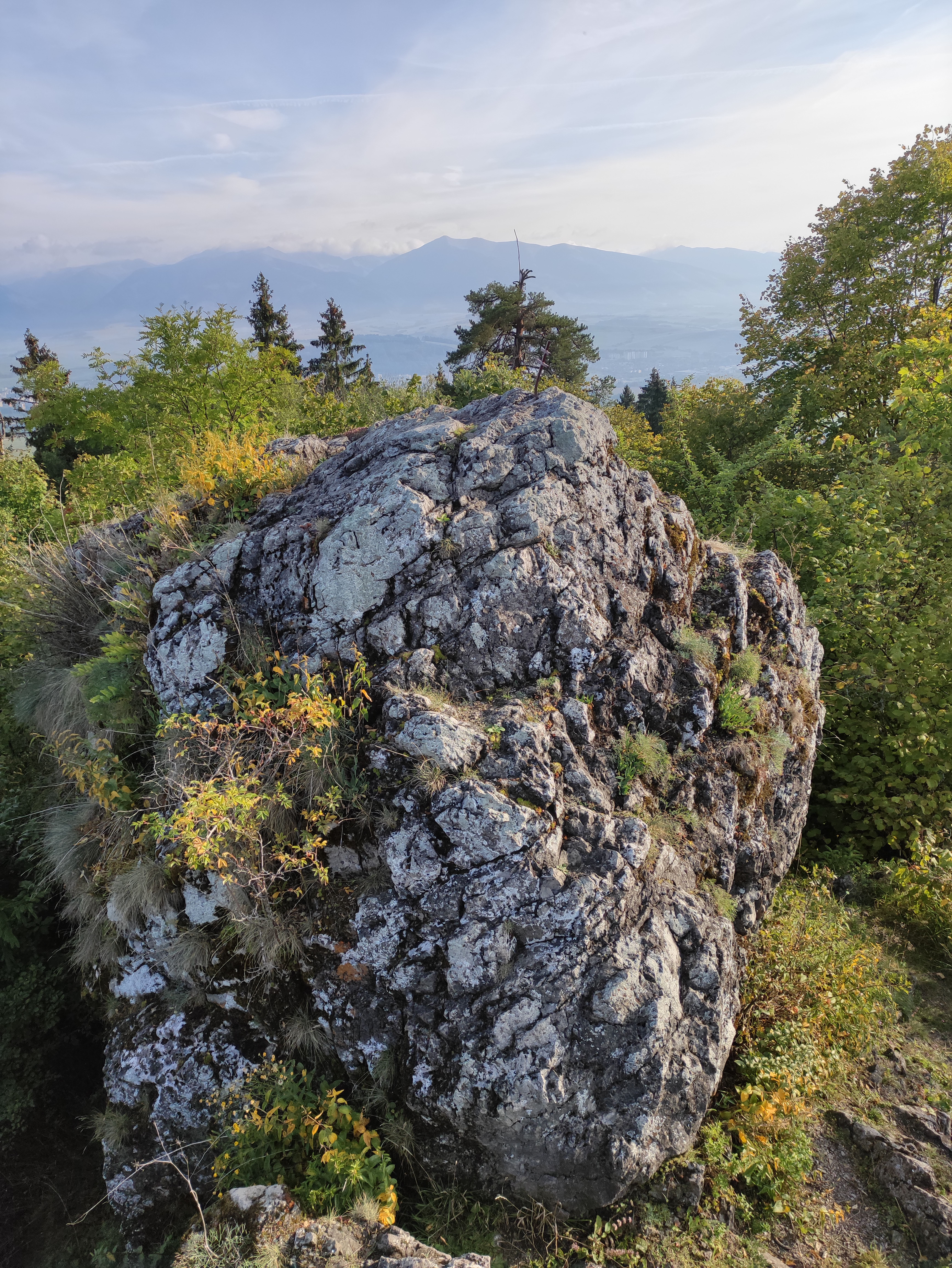
Rohačka